# Pawło Wieduta
Pawło Pilipowycz Wieduta (ukr. Павло Пилипович Ведута, ur. 4 lipca?/17 lipca 1906 we wsi Żurawka w rejonie mykołajiwskim w obwodzie odeskim, zm. 19 listopada 1987 we wsi Stawkowe w rejonie berezowskim) – ukraiński nowator produkcji rolnej, przewodniczący kołchozu, polityk Ukraińskiej SRR.

## Życiorys
Pracował w kamieniołomach oraz jako cieśla i ładowacz, w 1938 został owczarzem w kołchozie w rodzinnej wsi, podczas wojny z Niemcami walczył na froncie, m.in. na Kaukazie i w bitwie pod Kurskiem, po zwolnieniu z armii wrócił do rodzinnej wsi i został tam brygadzistą brygady agronomicznej, a w 1954 przewodniczącym Kołchozu im. Stalina we wsi Stawkowe w rejonie berezowskim, w 1977 przeszedł na emeryturę, zostając honorowym przewodniczącym kołchozu. Znacznie zwiększył obszar uprawy kukurydzy w gospodarstwie, rozwinął uprawę winorośli, sadownictwo, uprawę warzyw i hodowlę zwierząt i polecił zbudować w nim dwukondygnacyjną szkołę, pałac kultury, przedszkole, żłobek, hotel, pocztę, kołchozowy radiowęzeł i muzeum kołchozowe. W latach 1963–1971 był deputowanym do Rady Najwyższej Ukraińskiej SRR 6 i 7 kadencji, był również delegatem na XXII, XXIII i XXIV Zjazdy KPU i na XXV Zjazd KPZR.

## Odznaczenia
- Medal Sierp i Młot Bohatera Pracy Socjalistycznej (dwukrotnie – 24 czerwca 1949 i 26 lutego 1958)
- Order Lenina (trzykrotnie – 24 czerwca 1949, 6 kwietnia 1954 i 26 lutego 1958)
- Order Rewolucji Październikowej (8 kwietnia 1971)
- Order Wojny Ojczyźnianej II klasy (11 marca 1985)
- Order Czerwonego Sztandaru Pracy (dwukrotnie – 3 lipca 1950 i 23 czerwca 1966)
- Order Przyjaźni Narodów (12 sierpnia 1976)

I medale.